# Paranitocris cyanipennis
Paranitocris cyanipennis är en skalbaggsart som beskrevs av Stefan von Breuning 1950. Paranitocris cyanipennis ingår i släktet Paranitocris och familjen långhorningar. Inga underarter finns listade i Catalogue of Life.